# Catharine MacKinnon
Catharine Alice MacKinnon (Mineápolis, Minesota; 7 de octubre de 1946) es una jurista académica, abogada, profesora, escritora y activista del feminismo radical estadounidense. Especializada en igualdad de género en derecho internacional y constitucional y en teoría política y legal, fue pionera en reclamar legislación contra el acoso sexual y junto a Andrea Dworkin, creó ordenanzas que reconocían la pornografía como una violación de los derechos civiles. La Corte Suprema de Canadá aceptó en gran medida sus enfoques sobre la igualdad, la pornografía y el discurso de odio. El trabajo de MacKinnon se centra en la explotación y el abuso sexual, incluido el acoso sexual, la violación, la prostitución, el tráfico sexual y la pornografía.
Desde 1990 es profesora en la Facultad de Derecho de la Universidad de Míchigan y profesora visitante de Derecho en la Facultad de Derecho de Harvard. De 2008 a 2012 fue asesora especial en cuestiones de género del Fiscal de la Corte Penal Internacional.
Es autora de una docena de libros, entre ellos  “Sexual Harassment of Working Women” (1979),  Feminism Unmodified (1987) descrito como uno de los libros más citados de leyes en inglés, Toward a Feminist Theory of the State  (1989); Only Words (1993); un libro de casos Sex Equality (2001 and 2007); Women's Lives, Men's Laws (2005) y Butterfly Politics (2017).

## Biografía
MacKinnon nació en Minneapolis y fue la mayor de los tres hijos de Elizabeth Valentine Davis y George E. MacKinnon. Su padre era abogado, congresista (1947-1949) y juez en la Corte de Apelaciones de Estados Unidos para el Circuito del Distrito de Columbia (1969 a 1995).
MacKinnon fue la tercera generación de su familia en asistir a la universidad a la que asistió su madre, Smith College en Massachusetts. Se licenció en la Universidad de Yale en 1977 y obtuvo un doctorado en Ciencias Políticas, también de Yale, en 1987. Mientras estaba en Yale, obtuvo una beca de la Fundación Nacional de Ciencias.

### Carrera profesional
MacKinnon es profesora de Derecho Elizabeth A. Long en la Facultad de Derecho de la Universidad de Míchigan y profesora visitante de Derecho James Barr Ames en la Escuela de Derecho de Harvard. En 2007, se desempeñó como profesora visitante de derecho en la Escuela de Derecho de Harvard y también visitó la Universidad de Australia Occidental, la Universidad de San Diego, la Universidad de San Diego, la Universidad de Hebreo, la Escuela de Derecho de Columbia, la Universidad de Chicago, la Universidad de Chicago. Basilea, Facultad de Derecho de Yale, Facultad de Derecho de Osgood Hall, Facultad de Derecho de UCLA y Facultad de Derecho de Stanford.
MacKinnon es una erudita en temas legales citada en numerosos trabajos y oradora pública habitual. Sus reflexiones y trabajos se centran en las áreas de acoso sexual, pornografía y prostitución, y trabajo internacional. También ha escrito extensamente sobre teoría y metodología social y política.  en 2009 participó en un debate organizado por la Itelligence Squared U.S. abogando por la posición "es incorrecto de pagar por sexo"

## Investigaciones y trabajos

### Acoso sexual
Según un artículo publicado por Deborah Dinner en Legal Affairs en 2006 MacKinnon se interesó inicialmente en lo que se conoció como acoso sexual tras tener conocimiento del caso de una administrativa de la Universidad Cornel que dimitió tras haber sido hospitalizada por ello. 
En 1977, MacKinnon se graduó en la Universidad de Yale después de haber escrito un documento sobre el acoso sexual para el Profesor Thomas I. Emerson argumentando que fue una forma de discriminación basada en el sexo. Dos años después la Universidad de Yale publicó su libro Sexual Harassment of Working Women: A case of Sex Discrimination (1979)  creando la demanda legal de acoso sexual como una forma de discriminación sexual bajo el Título VII de la Ley de Derechos Civiles de 1964 y cualquier otra prohibición de discriminación sexual. 
Ella también concibió la reclamación legal por acoso sexual como discriminación sexual en educación en el Título IX, que fue establecido a través de un litigio presentado por estudiantes universitarios de Yale en Alexander v. Yale. Mientras la demandante que llegó a juicio, Pamela Price, perdió, el caso estableció la ley: el Tribunal de Apelaciones del Segundo Circuito de los EE. UU. reconoció que según el estatuto de derechos civiles, Título IX de las Enmiendas de Educación de 1972, las escuelas deben: contar con procedimientos para abordar el acoso sexual.
En su libro, MacKinnon argumentó que el acoso sexual es discriminación sexual porque el acto es un producto de, y produce, la desigualdad social de mujeres a hombres (ver, por ejemplo, pp. 116-18, 174). Ella distingue dos tipos de acoso sexual (vea las páginas 32-42): 1) "quid pro quo", que significa acoso sexual "en el que se intercambia el cumplimiento sexual, o se propone que se intercambie, por una oportunidad de empleo (p. ) "y 2) el tipo de acoso que surge cuando el acoso sexual es una condición persistente del trabajo (p. En 1980, la Comisión de Igualdad de Oportunidades en el Empleo siguió el marco de MacKinnon al adoptar pautas que prohíben el acoso sexual al prohibir tanto el acoso por quid pro quo como el hostigamiento en el entorno laboral hostil (ver 29 C.F.R. § 1604.11 (a)). Los tribunales también utilizaron los conceptos.
En 1986, el Tribunal Supremo en Meritor Savings Bank v. Vinson  estableció que el acoso sexual puede puede violar leyes en contra de la discriminación de sexo. En Meritor, el Tribunal reconoció la distinción entre quid pro quo sexual acoso y lugar de trabajo hostil por acoso. En un 2002 artículo, MacKinnon escribió:
El libro de MacKinnon  Sexual Harassment of Working Women: A Case of Sex Discrimination es el octavo libro legal estadounidense más citado desde 1978, según un estudio publicado por Fred R. Shapiro en enero de 2000.

### Pornografía
MacKinnon, y la  activista feminista Andrea Dworkin, lucharon por modificar la legislación sobre la pornografía aludiendo a que se trata de una violación de los derechos civiles y de una forma de discriminación de sexo y tráfico de personas. Ella (y Dworkin) definen pornografía como sigue:
la subordinación sexualmente explícita de las mujeres a través de imágenes deshumanizadas como objetos sexuales, cosas o productos; Disfrutando del dolor o la humillación o la violación; estar atado, cortado, mutilado, magullado o en posturas de sumisión sexual o servilismo o exhibición; reducido a partes del cuerpo, penetrado por objetos o animales, o presentado en escenarios de degradación, lesiones, tortura; mostrado como sucio o inferior; sangrado, magullado o herido en un contexto que hace estas condiciones sexuales
En Hacia una Teoría Feminista del Estado MacKinnon escribe "La pornografía, desde el punto de vista feminista, es una forma de sexo forzado, una práctica de la política sexual y la institución de la desigualdad de género". Según lo documentado por amplios estudios empíricos, escribe: "La pornografía contribuye causalmente a las actitudes y conductas de violencia y discriminación que definen el tratamiento y el estado de la mitad de la población.

#### Leyes antipornografía
En 1980, Linda Boreman (quien había aparecido bajo el nombre de Linda Lovelace en la película pornográfica Garganta profunda) afirmó que su exmarido, Chuck Traynor, la había coaccionado violentamente para que hiciera Garganta profunda y otras películas pornográficas. Boreman lo contó en una conferencia de prensa, con MacKinnon, miembros del movimiento Women Against Pornography y la escritora feminista Andrea Dworkin ofreciendo declaraciones en apoyo. Después de la conferencia de prensa, Dworkin, MacKinnon, Boreman y Gloria Steinem se plantearon la posibilidad de denunciar y reclamar daños a Traynor y los creadores de la película en base a la ley federal de derechos civiles pero no fue posible por haber prescrito.
MacKinnon Y Dworkin continuaron planteándose los litigios de derechos civiles, específicamente la discriminación sexual como posible enfoque para combatir la pornografía. MacKinnon se oponía a los argumentos y leyes tradicionales en contra la pornografía basados en la idea de moralidad o inocencia sexual, así como el uso de ley de obscenidad criminal tradicional para suprimir pornografía. Condenando la pornografía por violar los "estándares comunitarios" de decencia o modestia sexual, se los ha calificado como una forma de pornografía y se les ha hecho abusar sexualmente. Sus ordenanzas de lucha contra la pornografía sólo pudieron ser utilizados con el material sexualmente explícito.
En 1983, el gobierno de la ciudad de Minneapolis contrató a MacKinnon y Dworkin para redactar una ordenanza de ley civil contra la pornografía como una enmienda a la ordenanza de derechos humanos de la ciudad de Minneapolis. La enmienda definió pornografía como una violación contra los derechos civiles de las mujeres quienes reclaman los daños del tráfico de pornografía a los productores y distribuidores en un tribunal civil.

## Teoría política
MacKinnon sostiene que la desigualdad entre mujeres y hombres en la mayoría de las sociedades forma una jerarquía que institucionaliza el dominio masculino, subordinando a las mujeres, en un acuerdo racionalizado y, a menudo, percibido como natural. Ella escribe sobre las interrelaciones entre la teoría y la práctica, reconociendo que las experiencias de las mujeres, en su mayor parte, han sido ignoradas en ambos ámbitos. Además, ella utiliza el marxismo para criticar ciertos puntos del feminismo liberal en la teoría feminista y usa el feminismo radical para criticar la teoría marxista.  MacKinnon señala la crítica de Marx a la teoría de que trató la división de clases como un evento espontáneo que ocurrió naturalmente. Entiende la epistemología como teorías del conocimiento y la política como teorías del poder: "Tener poder significa, entre otras cosas, que cuando alguien dice" así es como es ", se considera que es así ... No tener poder significa que cuando dices "así es", no es una forma de hacer las cosas que lo hace fácil, es una forma de encontrar la presencia de ausencia, que ha sido socialmente desprovista de credibilidad, necesaria para la epistemología de una política de los que no tienen poder".
En 1996, Fred R. Shapiro calculó que "Feminism, Marxism, Method, and the State: Toward Feminist Jurisprudence", 8 Signs 635 (1983), fue el artículo número 96 más citado en la ley, aunque no se publicó en una revista de derecho.